# Notoplax curiosa
Notoplax curiosa är en blötdjursart som först beskrevs av Tom Iredale och Hull 1925.  Notoplax curiosa ingår i släktet Notoplax och familjen Acanthochitonidae. Inga underarter finns listade i Catalogue of Life.